# 秦人潘
秦人潘，清朝政治人物。湖北黃安縣（今红安县）人。
秦人潘為舉人出身。乾隆三十七年（1772年）三月，出任湖南永順府龍山縣知縣。